# Coup d'État de 1960 en Turquie
Le coup d'État militaire de 1960 en Turquie a été organisé le 27 mai 1960 par un groupe d'officiers de l'armée turque, contre le gouvernement du Parti démocrate démocratiquement élu.
Les instigateurs de ce coup d'État établirent le général Cemal Gürsel, qui n'avait eu aucun rôle dans le coup d'État, comme chef de l'État, Premier ministre et ministre de la Défense. La junte militaire redonna le pouvoir aux civils 17 mois plus tard, en octobre 1961.

## Origine du coup d'État
Le Parti démocrate, créé en 1946, est au pouvoir en Turquie depuis les élections législatives de 1950. Le Premier ministre démocrate Adnan Menderes, a entrepris une politique clairement libérale dès le début de son mandat, orientée vers la libération des échanges, de l’investissement et des crédits. L'État cesse d'intervenir dans l'économie nationale. Ce retrait de l'État s'accompagne aussi d'un assouplissement de la laïcité kémaliste avec un certain retour à l'islam défendu par le Parti démocrate. La crise économique que connait le pays à partir de 1955 avec l'arrêt de l'aide américaine provoque une montée du mécontentement et de la contestation de la population.
Le Premier ministre Menderes, devant cette fronde, entame un changement radical de politique. Il fait voter des lois réduisant fortement les libertés publiques (interdiction des meetings politiques, emprisonnement des journalistes…) et, surtout, assume délibérément un virage pro-islamiste (déclaration de 1956 à Konya : "si le peuple le désire, il peut même rétablir le califat") afin de se maintenir au pouvoir.
Adnan Menderes se donne ainsi, aux yeux de l'électorat croyant paysan, une légitimité absolue et incontestable en tant que seul parti politique habilité à gouverner au nom de l'islam.

## Coup d'État
Le 27 mai 1960, un coup d'État militaire met fin à la domination politique du Parti démocrate et à la politique religieuse du Premier ministre Menderes. Ce coup d'État est en quelque sorte une réaction de la bureaucratie kémaliste, en l’occurrence l'armée. Il fait suite à la préparation du terrain et du signal donné par le Parti républicain du peuple contre le régime totalitaire du Parti démocrate, éloigné des principes kémalistes et malveillant à l'égard de ses représentants. Cette réaction des bureaucrates face aux religieux a de profondes racines historiques qui remontent jusqu'au mouvement des "Jeunes-Turcs" de l'ancien Empire ottoman.
La prise de pouvoir de l'armée mène au renversement du président Celâl Bayar et du Premier ministre Menderes. Le lendemain du coup d'État, Gürsel, devenu Premier ministre et ministre de la Défense, forme un cabinet composé de quatre militaires et de 15 civils. L'armée fera l'objet d'une purge de ses éléments jugés non kémalistes. Une assemblée constituante est formée par les militaires et est chargée de rédiger une nouvelle constitution plus libérale. Le 7 juillet 1961, la nouvelle Constitution est adoptée par référendum avec 61 % de oui. La tenue d'élections législatives, le 15 octobre 1961, entraîne la formation d'un gouvernement de coalition dirigé par l'ex-président de la Turquie et chef du Parti républicain du Peuple, İsmet İnönü. Le général Gürsel présidera le pays jusqu'en 1966.

## Conséquences
Le président Celal Bayar, le Premier ministre Adnan Menderes et quelques autres membres du gouvernement ont été arrêtés et jugés par un tribunal irrégulier nommé par la junte, sur l'île de Yassıada dans la mer de Marmara. Les hommes politiques du Parti Démocrate ont été accusés de haute trahison, mauvaise utilisation des fonds publics et abrogation de la constitution.
Les procès se finirent avec l’exécution de Menderes, du ministre des Affaires Étrangères Fatin Rüştü Zorlu et du ministre des Finances Hasan Polatkan sur l'île d'İmralı le 16 septembre 1961. Le président Celal Bayar est condamné à la prison à vie. Les militaires font dissoudre le Parti démocrate, accusé d'être un parti islamiste.
Le parti dissous sera recréé sous le patronyme de Parti de la justice par d'anciens membres du Parti démocrate. Celui-ci, en recueillant l'électorat paysan de l'ancien parti sur ses listes, retrouvera le pouvoir en 1965 en obtenant la majorité absolue au parlement.
La Turquie est toujours hantée par l'héritage économique de ce coup d'État : « Où en sommes nous maintenant et où en sont les pays comme le Portugal, la Grèce et l'Espagne, avec lesquels nous nous sommes éloignés dans la compétition pour le développement dans les années 1960 ? Pendant que nous traînons autour d'un revenu de 5 000 $ par habitant, ils en sont à 20 000 $ depuis plusieurs années. En un mot, un gâchis » (Hasan Cemal, Milliyet, octobre 2006).